# Anton von Blankensee
Anton von Blankensee, auch Blanckensee († 1740 in Berlin), war ein preußischer Oberst und Regimentschef.

## Leben
Er war Angehöriger des neumärkischen Adelsgeschlechts Blanckensee und stand in kurbrandenburgischen Militärdiensten. Am 17. November 1694 erhielt er seine Beförderung zum Oberstleutnant, wobei er gleichzeitig bei der Besatzung von Driesen eingruppiert wurde. Schließlich avancierte er am 7. Oktober 1704 zum Oberst bei der Garnison von Küstrin.
1729 wurde er erster Chef des neuaufgestellten Berliner Land-Regiments. Auf dieser Position blieb er bis 1740.
König weist darauf hin, dass Anton von Blankensee von dem bei Karl Friedrich Pauli genannten gleichnamigen Oberst – jener war Erbherr auf Steinberg und Nantikow, vermählt mit einer Tochter des schwedischen Generals Joachim von Volkmar und Vater des Busso Christian von Blanckensee (1695–1765) – aus chronologischen Erwägungen vermutlich zu unterscheiden ist.